# Minte-mă frumos în Centrul Vechi
Minte-mă frumos în Centrul Vechi este un film românesc din 2016 regizat de Iura Luncașu. Rolurile principale au fost interpretate de actorii Pavel Ulici, Nicoleta Hâncu, Marius Damian.

## Distribuție
Distribuția filmului este alcătuită din:
- Maria Bata — Candidata
- Max Dragomir — Max
- Sorin Miron — Alecu
- Roxana Guttman — Costumiera
- Ionuț Grama — Bebiță
- Gabriel Huian — Puștiu
- Diana Roman — Rossi
- Pavel Ulici — Doru
- Virgil Ianțu — Virgil
- Alec Secăreanu — Barman
- Ștefan Alexa — Antonio
- Adriana Trandafir — Fănica
- Sorin Dobrin — Casier
- Lucian Iancu — Chiriță
- Oana Ștefănescu — Virginica
- Coca Bloos — Asaftei
- Aida Economu — Lucy
- Emilia Dimitriu — Fata
- Emilian Oprea — Columbeanu
- Cosmina Larisa Dobrotă — Machioza
- Ileana Morar — Matilda
- Marius Damian — Toni
- Viorel Lis — Nea Viorel
- Antoaneta Zaharia — Oana
- Ana Marinescu — Dora
- Codin Maticiuc — Marlon
- George Piștereanu — Marcel
- Alexandru Unguru — Freddie
- Alexandru Lustig — Jucătorul
- Tudor Sicomas — Aurel